# Rybna (województwo opolskie)
Rybna (niem. Riebnig)– wieś w Polsce położona w województwie opolskim, w powiecie opolskim, w gminie Popielów.
W latach 1975–1998 miejscowość położona była w województwie opolskim.